# Biserica Înălțarea Domnului din Ciechanowiec

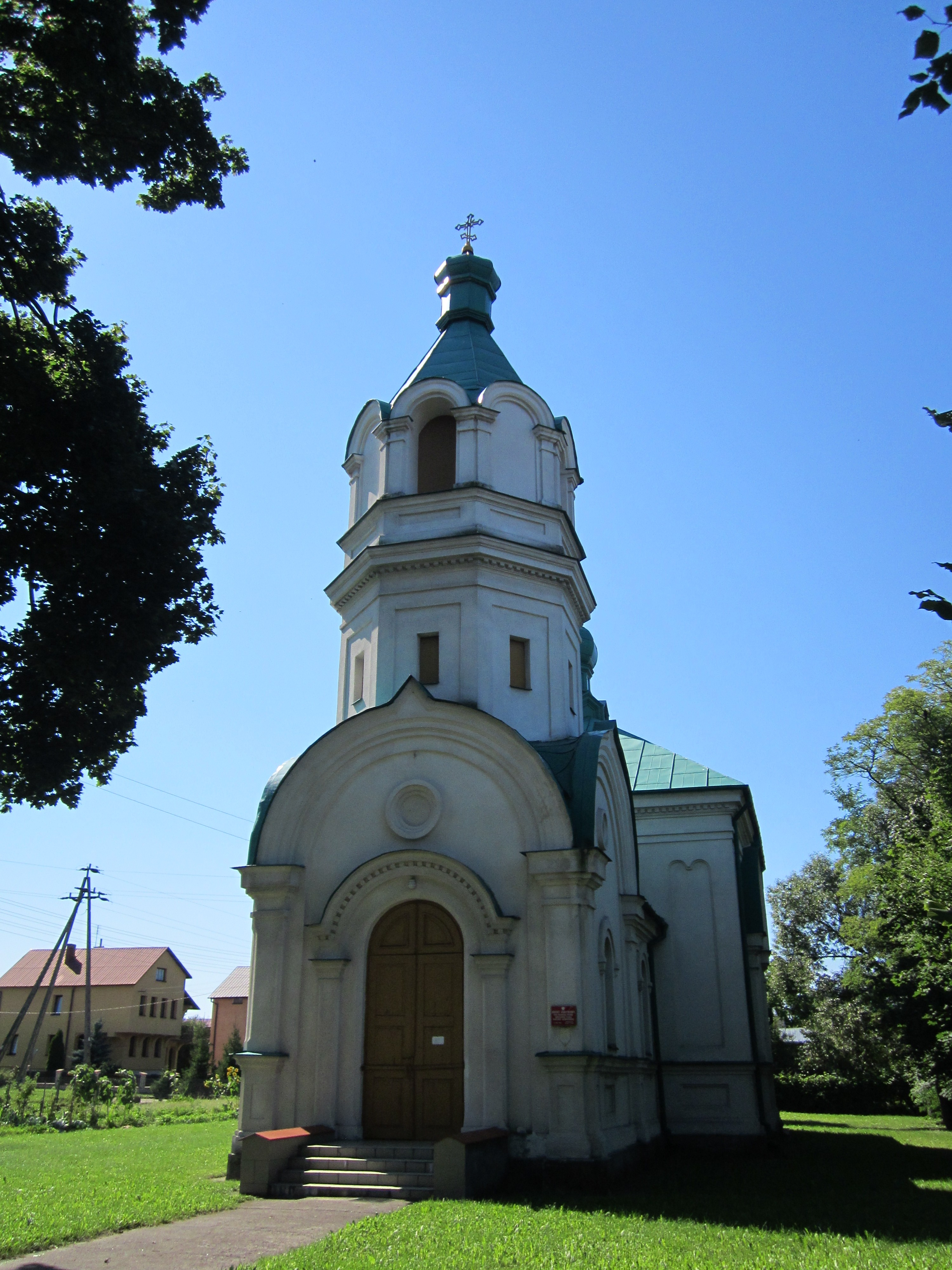
Vedere din față a bisericii

Biserica „Înălțarea Domnului” este o biserică ortodoxă istorică din Ciechanowiec. Este biserica principală a parohiei cu același nume, care aparține protopopiatului Siemiatycze al Episcopiei Varșoviei și Bielskului a Bisericii Ortodoxe Poloneze.
Parohia ortodoxă „Sfântul Gheorghe” din Ciechanowiec a fost înființată, conform diverselor surse, între secolele al XIV-lea și al XVI-lea. După 1596, parohia a acceptat prevederile Uniunii de la Brest, împreună cu întreaga Eparhie de Volodymyr și Brest căreia îi aparținea. Prima biserică din Ciechanowiec a existat până la mijlocul secolului al XVIII-lea, când a fost înlocuită cu o nouă biserică de lemn. În 1839, prin decizia Sinodului de la Polotsk, biserica a fost preluată de Biserica Ortodoxă Rusă.
Biserică din cărămidă a fost ridicată pe locul celei mai vechi în anii 1870. La data sfințirii sale (22 mai 1877) clădirea a primit noul hram, Înălțarea Domnului. Biserica a rămas activă până la plecarea locuitorilor ortodocși din Ciechanowiec în timpul evacuării în masă din timpul Primului Război Mondial. A rămas părăsită timp de patru ani, iar mobilierul i-a fost jefuit. De asemenea, a suferit daune semnificative în timpul celui de-Al Doilea Război Mondial. Clădirea a fost renovată în anii 1950 și 1970, salvând-o de la ruina completă.

## Istorie

### Primele biserici din Ciechanowiec
Data exactă a înființării parohiei ortodoxe din Ciechanowiec nu este cunoscută cu siguranță. Potrivit unor surse, a existat încă din secolul al XIV-lea, în timp ce altele sugerează că a fost fondată două secole mai târziu. părintele pl⁠(Grzegorz Sosna)[Sosna&page=Grzegorz+Sosna&targettitle=pl traduceți], un cercetător al istoriei parohiilor ortodoxe din Podlahia, a indicat că o biserică din Ciechanowiec era activă în secolul al XV-lea. Istoricul de artă Maria Kałamajska-Saeed consideră că parohia Ciechanowiec, la fel ca toate celelalte parohii ortodoxe din apropiere, a fost înființată între secolele al XV-lea și al XVI-lea. Din punct de vedere administrativ, a aparținut Eparhiei lui Volodymyr și Brest.
În secolul al XVII-lea, parohia Ciechanowiec a acceptat prevederile Uniunii de la Brest, ca întreaga administrație de care aparținea. Din această perioadă este documentată existența unei biserici uniate de sine stătătoare. Patronul clădirii era Sf. Gheorghe și era situat pe actuala stradă Tadeusz Kościuszko. În 1750, a fost înlocuită cu o nouă biserică construită pe un teren de pe actuala stradă Adam Mickiewicz. Aceasta era o clădire cu un singur naos, cu un singur dom, cu o clopotniță. Biserica era situată în cartierul Ciechanowiec locuit de populația rutenă. Un protocol de vizitare din 1789 a consemnat că au participat 278 de persoane.
După a treia împărțire a Poloniei, Ciechanowiec a devenit parte a Noii Pruse Orientale. După crearea pl⁠(Diocese of Suprasl)[of Suprasl&page=Diecezja+supraska&targettitle=pl traduceți] în această zonă, parohia Ciechanowiec a căzut sub jurisdicția sa și a rămas așa până în 1809. Apoi, un decret al țarului Alexandru I (cu doi ani mai devreme, Noua Prusie de Est a fost anexată la Imperiul Rus prin Tratatul de la Tilsit ) a desființat Eparhia de Suprasl și a reîncorporat facilitățile sale pastorale în Eparhia Uniată de Volodymyr și Brest. Biserica din Ciechanowiec a rămas uniată până la Sinodul de la Polotsk din 1839, când Biserica Uniată din Imperiul Rus a fost desființată (cu excepția Eparhiei Chełm–Belz, care a funcționat până la desființarea ei în 1875), iar facilitățile sale pastorale au fost preluate de Biserica Ortodoxă Rusă. În 1847, parohia Ciechanowiec avea 201 membri.

### Construcția și exploatarea bisericii de cărămidă
Din cauza stării tehnice proaste a bisericii post-Uniate din secolul al XVIII-lea, în 1873 a fost anunțată o licitație pentru construirea unei biserici de cărămidă pentru parohie, care număra atunci de la 150 la 200 de oameni din Ciechanowiec, Malec, Pełch, Bujenka, Kułaki și Przybyszyn. Enoriașii locali au căutat să ridice o nouă biserică pe locul clădirii mai vechi distruse, iar investiția a fost finanțată de trezoreria statului și donatori privați. Construcția bisericii a durat patru ani (după o altă sursă, doi). Sfințirea noii clădiri sacre a avut loc la 22 mai 1877, de sărbătoarea Înălțării Domnului, care a devenit sărbătoarea patronală a bisericii. În anii următori, dotarea bisericii a fost completată cu elemente suplimentare.
În 1915, populația ortodoxă din Ciechanowiec și împrejurimile sale a fost evacuată adânc în Rusia. Biserica abandonată a fost adaptată în scopuri seculare, iar mobilierul ei a fost jefuit. Slujbele au fost reluate în biserică din 1919, când părintele Piotr Kuźmiuk, slujind în Biserica Ocrotirii Maicii Domnului din Czarna Cerkiewna, s-a ocupat de clădire. La inițiativa sa, biserica a fost curățată, iar echipamentul ei a fost completat cu obiecte esențiale pentru înlocuirea celor pierdute în timpul războiului. Sfânta Liturghie a avut loc o dată pe lună, la care au participat 168 de persoane, dintre care 79 din Ciechanowiec. Biserica Ciechanowiec a fost o filială a parohiei din Czarna Cerkiewna.

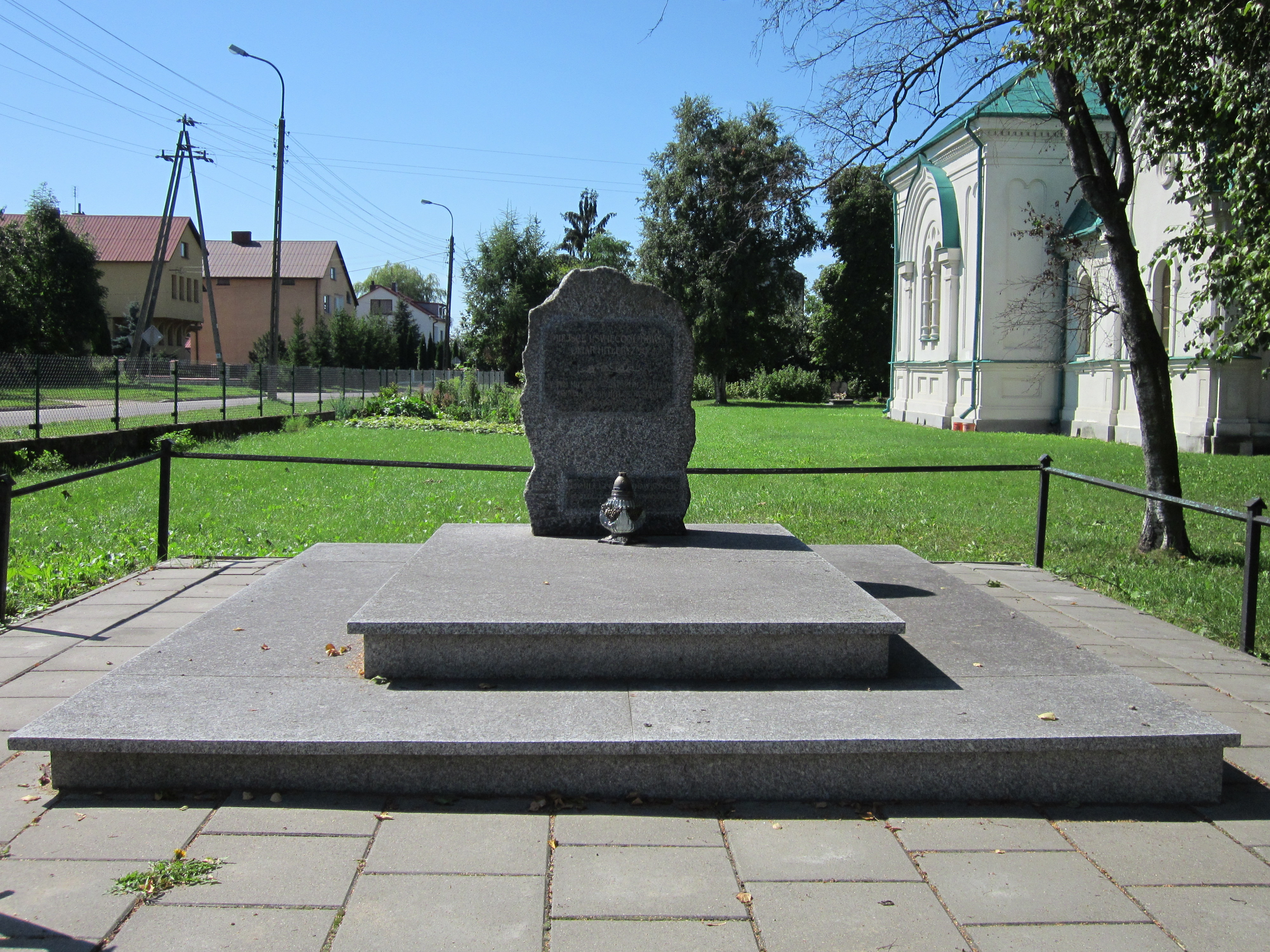
Memorialul execuțiilor naziste la biserică

Biserica a suferit din nou pierderi semnificative în timpul celui de-al Doilea Război Mondial, în special în timpul bombardamentelor de artilerie, care i-au distrus toate cupolele. Potrivit relatărilor martorilor oculari, ocupanții germani au executat peste 60 de persoane de diferite naționalități în sau în apropierea bisericii. În 1970, pe terenul bisericii a fost dezvelit un monument care le comemora.
În 1951, parohia Ciechanowiec a fost reînființată, dar această stare a durat doar doi ani. În 1953, biserica și-a pierdut din nou statutul de parohie și a devenit biserică auxiliară a parohiei din Siemiatycze. Datorită unei colecte în întreaga Eparhie a Varșoviei și Bielsk, a fost posibilă o renovare a bisericii deteriorate, timp în care a fost reconstruit clopotnita, acoperișul a fost acoperit cu tablă și s-a aplicat tencuială. Cele patru cupole mai mici de deasupra naosului bisericii au fost demontate din cauza avariilor. În ciuda renovării, în anii 1970, starea tehnică a clădirii a fost din nou evaluată ca fiind amenințată cu ruina. O altă renovare majoră a avut loc între anii 1977 și 1980, grație eforturilor părintelui Grzegorz Sosna. În acest timp, un nou iconostas a fost realizat pentru biserică de către sculptorul Wiaczesław Szum din Siemiatycze. Au fost completate și alte ustensile liturgice. Biserica a fost catalogată ca monument istoric la 11 mai 1981, sub numărul A-138. Un an mai târziu, clădirea sacră a devenit din nou biserică parohială.

## Arhitectură
Biserica Înălțarea Domnului din Ciechanowiec este o structură din cărămidă care a fost tencuită. Corpul principal al clădirii este construit pe un plan pătrat și este împărțit în nouă secțiuni. Spre deosebire de obiceiurile arhitecturale ortodoxe tradiționale, biserica nu este orientată; Intrarea se face printr-un pridvor al bisericii situat pe latura de est, in timp ce corul este situat pe latura de vest. Deasupra pridvorului bisericii se înalță un turn octogonal, segmentat cu arcade semicirculare în partea superioară și acoperit cu un acoperiș de cort încununat cu o cupolă în formă de ceapă. O a doua cupolă de formă identică este poziționată peste naos, acoperind un acoperiș cu șold. Inițial, naosul avea cinci cupole (unul în centru și patru la colțuri), dar cupolele laterale au fost distruse în timpul celui de-al Doilea Război Mondial și nu au fost restaurate din lipsă de fonduri. Acoperișul de deasupra pridvorului bisericii este în două versiuni. Arcade ascuțite semnificative sunt vizibile atât pe pereții pridvorului bisericii, cât și pe corpul principal al bisericii.